# Scappati
Con il termine scappati, in ambito mafioso e in particolare in quello del gergo di Cosa Nostra siciliana (denominata anche "Organizzazione") si vogliono indicare quelle rare persone che sono riuscite nella difficile impresa di sfuggire per sempre al suo giudizio, facendo perdere totalmente le proprie tracce.

## Dettagli
Gli scappati possono essere ex affiliati all'Organizzazione (qualsiasi sia stato il grado o ruolo in passato ricoperto), ma possono anche essere persone che abbiano solo colluso o in altro modo interagito con essa e in taluni casi anche totalmente estranee.
Il solo minimo comune denominatore di ogni "scappato" è il fatto d'aver procurato all'Organizzazione uno sgarro tale da meritarsi una condanna approvata (che sia di morte o di altro genere) e allo stesso tempo l'esser riuscito a sottrarsi dall'esecuzione.
Per comprendere a fondo l'importanza del termine, occorre aver ben presente la cultura del fenomeno mafioso. Difatti, ricordando una delle celebri definizioni coniate da Giovanni Falcone nella sua opera “Cose di Cosa Nostra” , la mafia è definibile come “…un' Organizzazione estremamente potente ed efferata, che si basa sul rispetto di leggi non scritte ma universalmente riconosciute che devono essere severamente rispettate da ogni uomo d'onore…” e inoltre “…gli uomini d'onore, anche quando si dicono semplici “soldati”, sono in realtà dei "generali", o per meglio dire dei "cardinali" di una "Chiesa" molto meno indulgente di quella Cattolica…”.
Perciò, quando viene decretato un verdetto dall'Organizzazione, esso deve essere assolutamente eseguito, poiché “…Cosa Nostra non perdona e non concede appelli, e non dimentica nemmeno dopo mille anni…”.
L'unico modo di riuscire a sottrarsi alla pena, resta quindi l'espatrio in territorio sconosciuto e la completa cancellazione di ogni possibile traccia. La difficoltà nel poter realizzare ciò, data la fittissima rete di complici e informatori sparsi in tutto il mondo di cui Cosa Nostra dispone, rende quindi gli “Scappati” un fenomeno molto raro rappresentando in tal modo una forte eccezione nello scenario mafioso.